# Helene Ugland-Andersson
Gunhild Helene Ugland-Andersson, född 11 februar 1877 i Norge, död 1 augusti 1940 i Frustuna församling, Södermanlands län, var en norsk-svensk socialdemokrat, lärare, journalist och agitator. 
Hon var född i Norge och var verksam i Sverige från 1900 och framåt. 
Hon var ordförande i Göteborgs socialdemokratiska kvinnoklubb 1902-1906, i Norrköpingsklubben 1906-1908, och företog agitationsturnéer i Skåne för att bilda lokala kvinnoklubbar under åren 1905-1907. Hon var ledamot av kommunfullmäktige i Frustuna 1926-1940. Hon var under 1920-talet även aktiv inom nykterhetsrörelsen. Hon föreläste som lärare i frågor kring barnbegränsning och sexualupplysning. 
Hon var medarbetare i Ny Tid 1902-1906, i Östergötlands Folkblad 1906-1910, och medverkade samtidigt i Morgonbris. 
Hon var gift med journalisten Anton Andersson, redaktör för Östergötlands Folkblad, och hade inga barn. 